# Rifugio Velo della Madonna
Il rifugio Velo della Madonna, di proprietà del CAI – SAT, si trova nelle pale di San Martino, ad un'altezza di 2.358 m s.l.m.

## Accessi
- San Martino di Castrozza
- Val Canali

## Ascensioni
- Spigolo del Velo

## Traversate
- Al Rifugio Pradidali per le ferrate del Velo e del Porton